# 로티 바카르

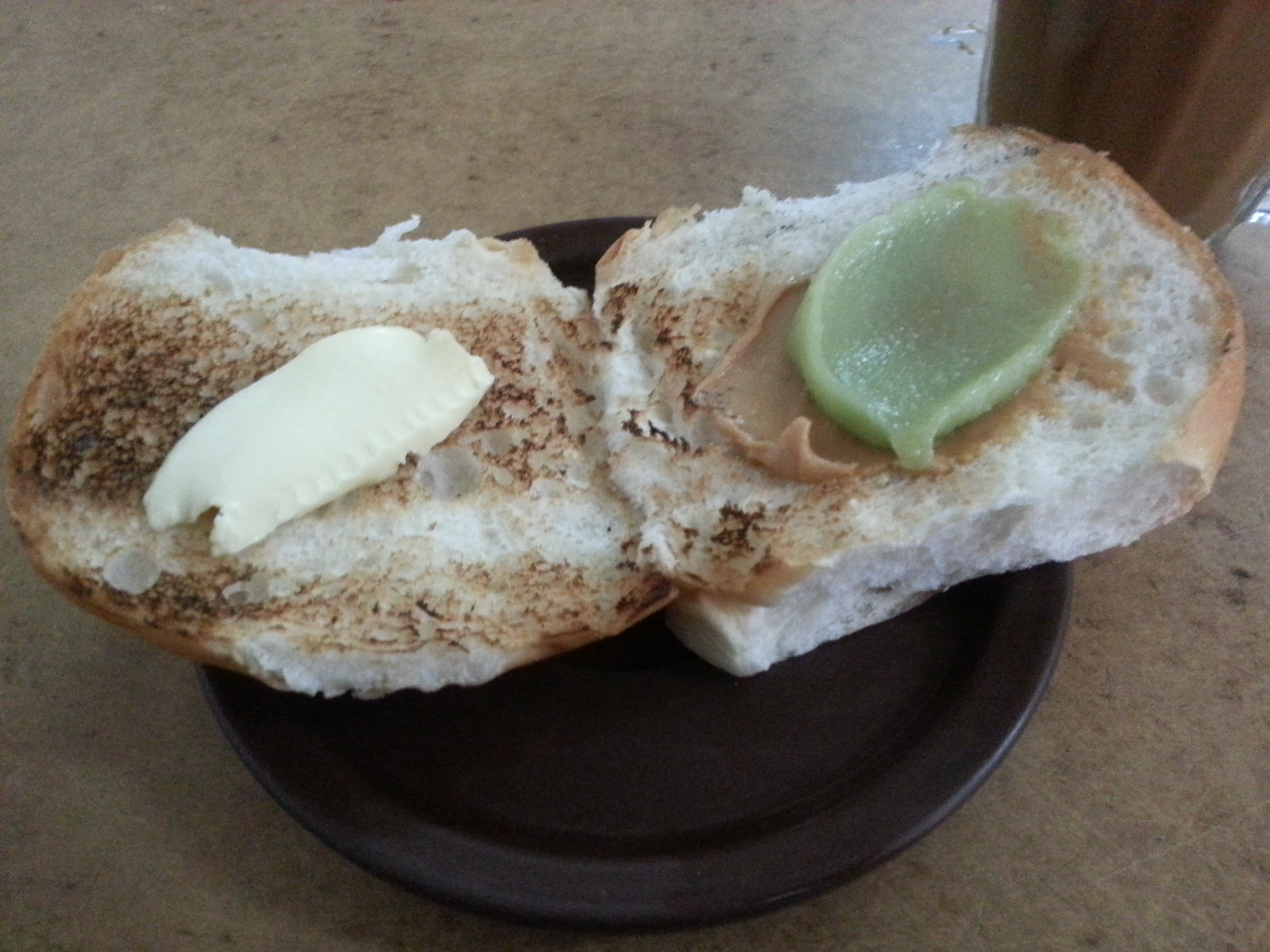
버터를 바른 로티 바카르(좌측), 땅콩버터와 코코넛잼을 바른 로티 바카르(우측)

로티 바카르(Roti bakar, 구운 빵이라는 뜻) 혹은 로티 카흐윈(roti kahwin)은 싱가포르, 말레이시아, 인도네시아, 브루나이의 토스트 요리로 대개 구운 흰빵으로 만들어진다. 로티 바카르는 아침 식사나 티타임 간식으로서 흔하다. 역사적으로 로티 바카르는 석탄으로 구워지지만 최근에는 사라지고 있다.
설탕, 마가린, 버터, 치즈 땅콩버터, 코코넛잼이 스프레드로 주로 사용된다.

## 변형

### 인도네시아

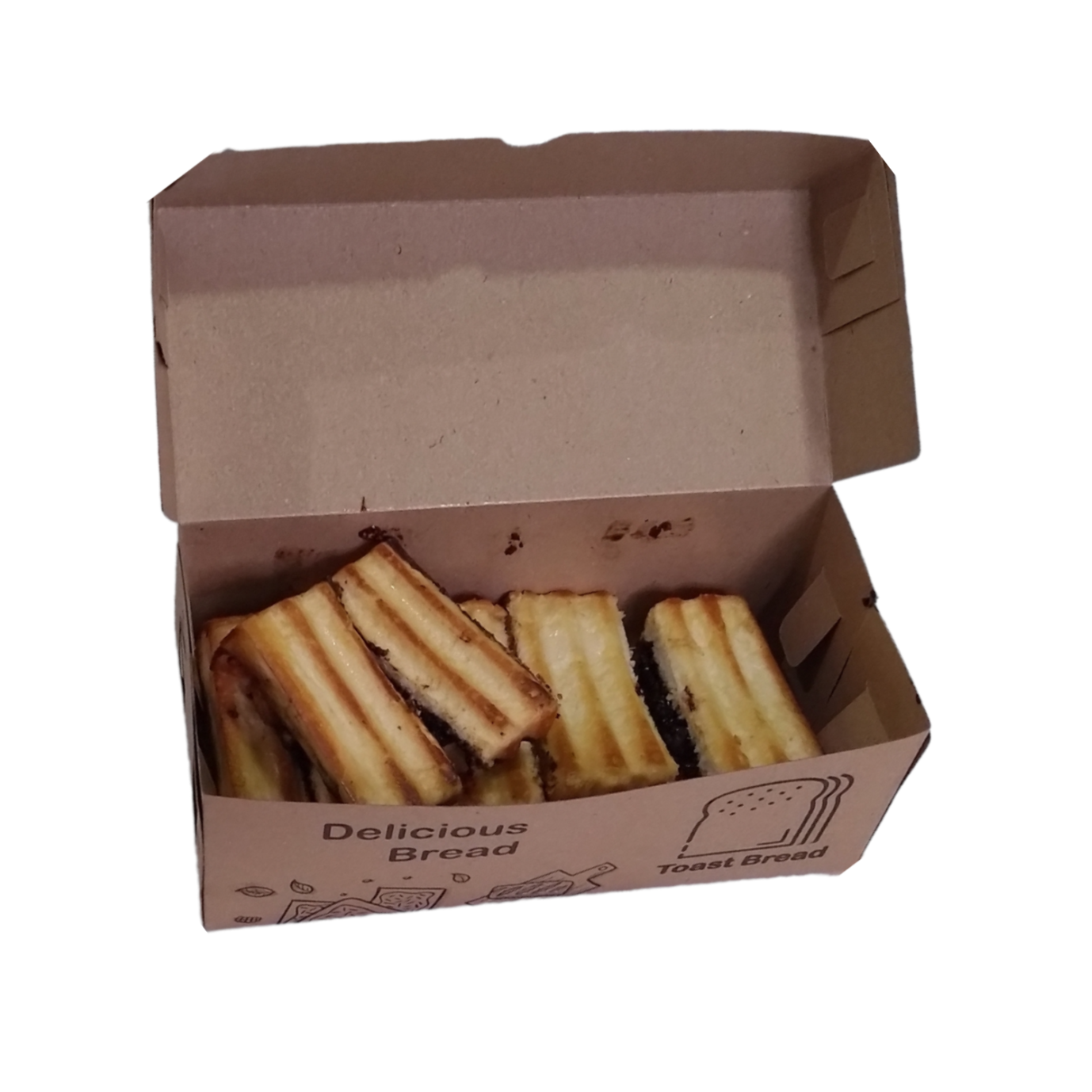
초콜릿맛 로티 바카르

인도네시아에서 로티 바카르는 흔히 가벼운 아침식사 혹은 흔한 길거리 음식으로서 소비되며 속을 채운 구운 흰빵 샌드위치 형태로 조리된다. 로티 바카르는 만들어지고 시간이 좀 지나서 맛이 변해버린 빵을 먹기 위한 방법으로서 네덜란드령 식민지 시기 동안에 고안된 음식으로 대개 버터, 연유, 네덜란드식 치즈로 만들어진다. 독립 이후 로티 바카르는 인도네시아에서 흔한 음식이 됐다.
오늘날에는 스프링클, 오레오, 초콜릿 시럽 등이 들어가기도 한다.

### 싱가포르, 말레이시아
말레이시아에서는 코코넛잼과 찬 버터가 스프레드로 흔히 사용된다.

## 같이 보기
- 카야 토스트